# Erica equisetifolia
Erica equisetifolia är en ljungväxtart som beskrevs av Richard Anthony Salisbury. Erica equisetifolia ingår i släktet klockljungssläktet, och familjen ljungväxter. Inga underarter finns listade i Catalogue of Life.